# Сборная Англии по регби
Сборная Англии по регби (англ. England national rugby union team) — национальная команда, представляющая Англию в международных матчах и соревнованиях по регби-15 высшего уровня. Команда принимает участие в розыгрышах Кубка шести наций — сильнейшего по составу участников европейского первенства среди сборных. Англичане завоевали трофей 26 раз, не потерпев ни одного поражения в 12 розыгрышах, что позволяет сборной считаться наиболее успешным участником Кубка. По итогам противостояния с шотландской командой в рамках турнира присуждается кубок Калькутты. По состоянию на 9 сентября 2019 года национальная сборная Англии занимает третье место в рейтинге World Rugby. В 2003 году команда стала чемпионом мира, а в 1991 и 2007 годах англичане завоёвывали серебро мирового первенства.
Свой первый матч сборная Англии провела против соперников из Шотландии, уступив им в итоге с разницей в одну попытку. Проведённая в 1871 году игра стала первой международной встречей в истории регби. Сборная доминировала в первых розыгрышах Кубка домашних наций, который проводился с 1883 года. Последовавший раскол английского регби пагубно сказался на развитии игры в стране: национальная команда не выигрывала трофей вплоть до второй декады XX века. В 1905, 1906 и 1909 годах англичане провели первые матчи с командами Южного полушария: новозеландской, южноафриканской и австралийской сборными соответственно.
Сборная была приглашена для участия в дебютном розыгрыше кубка мира в 1987 году. Через четыре года англичане вышли в финал соревнования, где проиграли «Уоллабис». Соперники вновь встретились в решающей игре чемпионата 2003 года, однако на этот раз сильнее оказались британцы, которые одержали победу в дополнительное время (20:17). Следующий розыгрыш кубка вновь ознаменовался выходом англичан в финал. Подопечные тренера Брайана Эштона упустили возможность отстоять титул, уступив «Спрингбокс» (6:15).
Национальная команда проводит домашние матчи на стадионе «Туикенем» с 1910 года. Делами сборной управляет английский Регбийный союз, основанный в 1871 году. Четыре игрока сборной стали резидентами Международного зала славы регби. Традиционный комплект формы регбистов сборной Англии включает белые футболки с вышитой на них красной розой, белые шорты и тёмно-синие носки с белыми полосками в верхней части. За командой закрепились прозвища «львы» (англ. Lions) и «красно-белые» (англ. The Red and Whites).

## История

### 1871—1928: становление международного регби

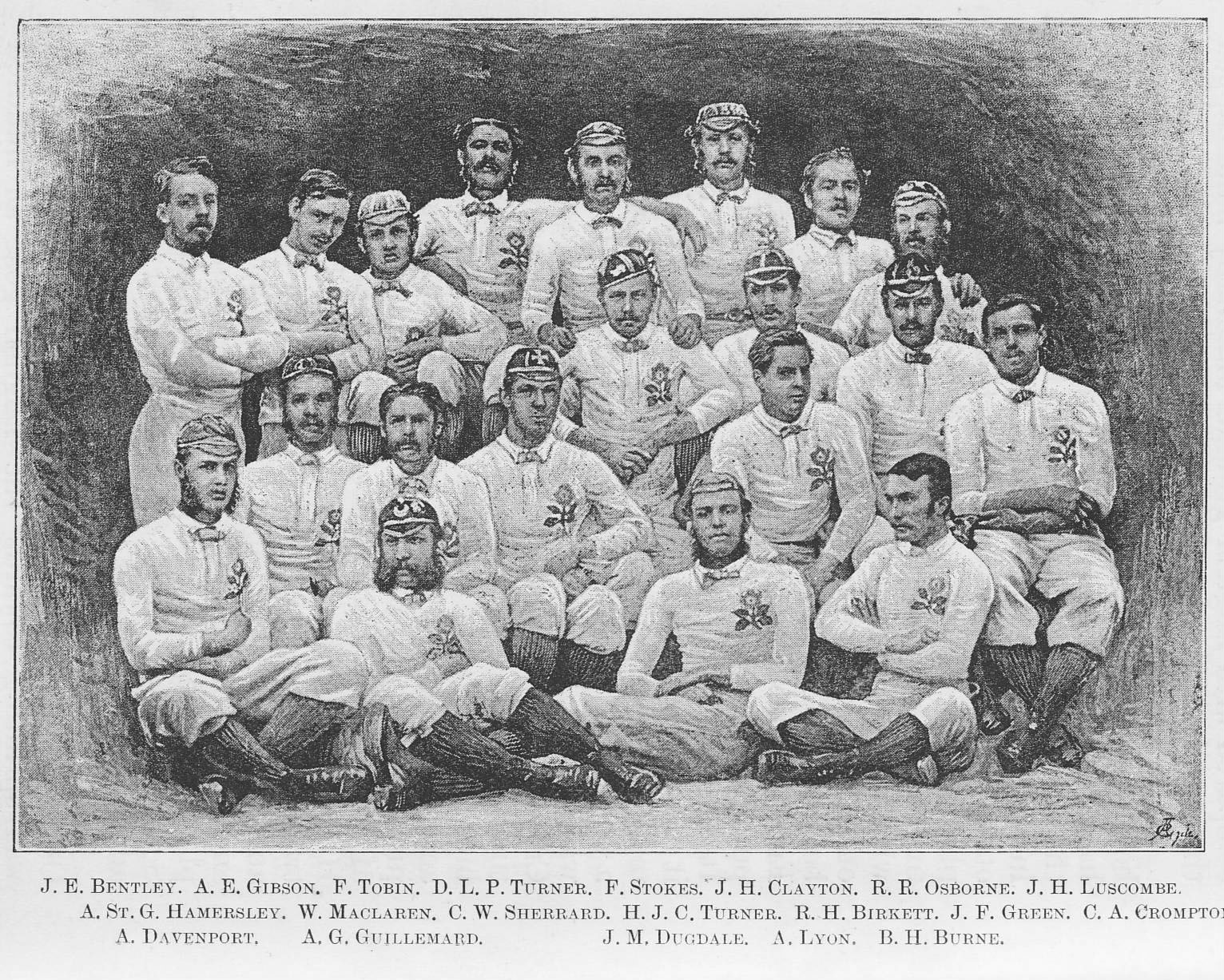
Сборная Англии перед первым международным матчем, проведённым со сборной Шотландии. Эдинбург, 1871 год

Развитию регби в первой половине XIX века способствовали сообщества выпускников частных школ Англии, в том числе школы города Рэгби. Энтузиасты игры пытались познакомить с ней как студентов столицы, так и жителей других частей страны. Первый международный матч сборной Англии против шотландцев состоялся 27 марта 1871 г., в понедельник, причём данная встреча на основании некоторых доказательств считается первым международным матчем в истории регби. Шотландцы одержали победу на глазах у четырёх тысяч болельщиков, пришедших на стадион «Риабёрн Плэйс» в Эдинбурге. Следующая встреча соперников прошла на лондонской арене «Овал» 5 февраля 1872 года, и хозяевам удалось взять реванш.
До 1890 года очки присуждались только за поражение ворот соперника, но не за иные результативные действия. До 1875 года победителем международного матча становилась команда, забившая большее число голов с игры или при реализации попытки. В следующем году было введено правило об определении победителя при равном голевом счёте: победа признавалась за той командой, игроки которой занесли больше попыток.

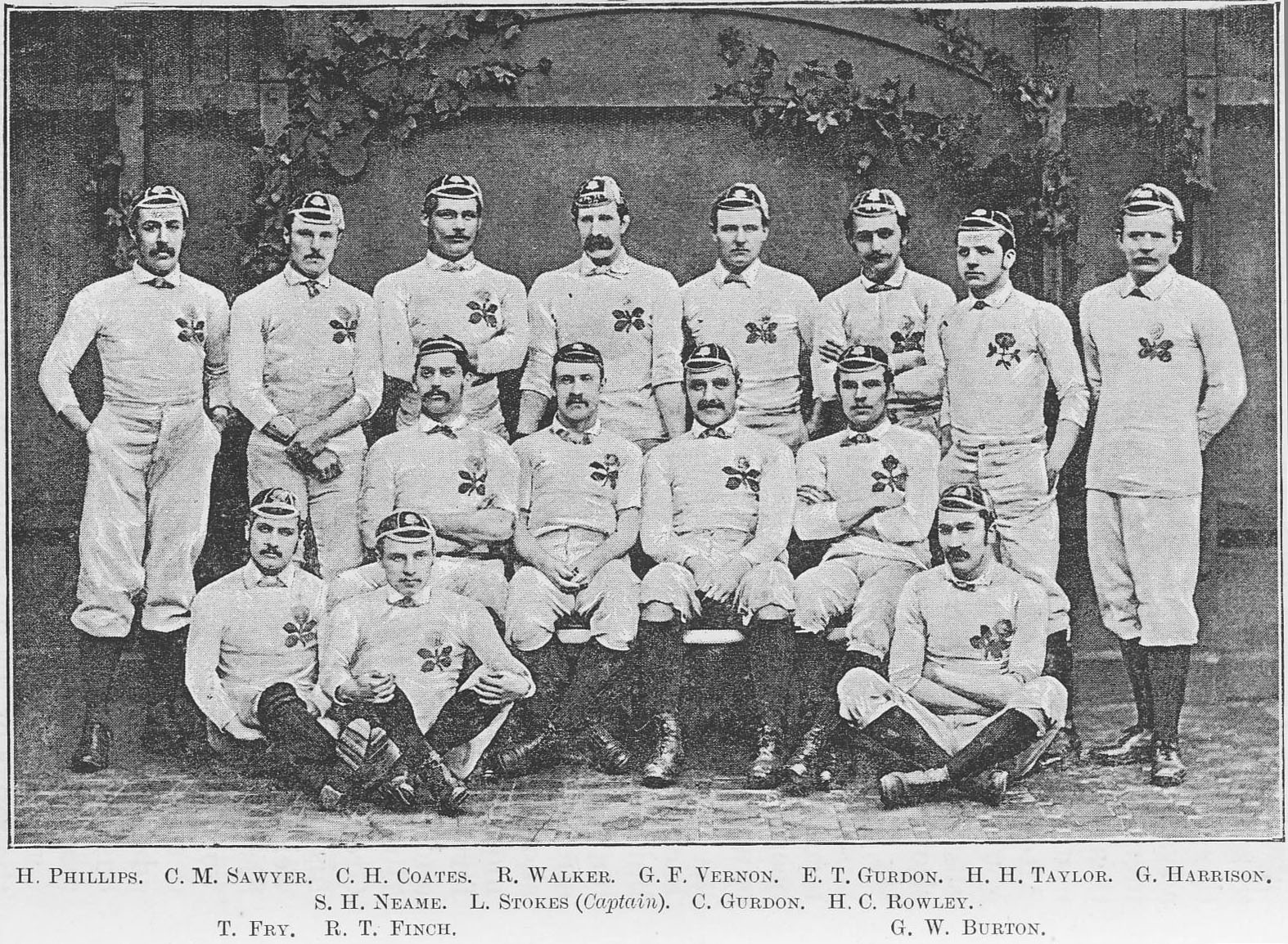
Команда в 1880 году

В 1875 году англичане впервые сыграли против Ирландии на стадионе «Овал», записав на свой счёт один гол, один дроп-гол и одну попытку — соперник же не заработал ни одного очка. Интересно, что для ирландцев та игра стала дебютом на международной арене. В 1880 году «львы» превзошли сборную шотландских регбистов, став тем самым первыми обладателями кубка Калькутты. Первый матч сборной с валлийцами был проведён 19 ноября 1881 года на «Ричардсонс Филд» в Блэкхите, пригороде Лондона. Хозяева поля убедительно переиграли соседей, одержав на тот момент свою самую результативную победу. Красно-белые сумели забить семь голов, один дроп-гол и занести тринадцать попыток, валлийцы же не открыли счёт своим результативным действиям. Следующая встреча соперников прошла через год на стадионе «Сент-Хеленс» в Суонси. На этот раз исход игры не был столь безоговорочным: англичане забили два гола и занесли четыре попытки, в то время как валлийцы снова не сумели преодолеть оборону гостей. Два года спустя был разыгран приз первого Кубка домашних наций, который достался сборной Англии как явному лидеру британского регби того времени. В 1889 году сборная провела первый матч против соперника не с Британских островов. Англичане обыграли приехавшую команду аборигенов Новой Зеландии, записав в актив один гол и четыре попытки при, в очередной раз не позволив сопернику набрать хотя бы очко. Новозеландцы, проводившие встречу в рамках турне 1888—1889 годов, были приняты на стадионе «Ректори Филд» в Блэкхите. В 1890 году победителями Кубка домашних наций были признаны сразу две сборные — Англии и Шотландии.

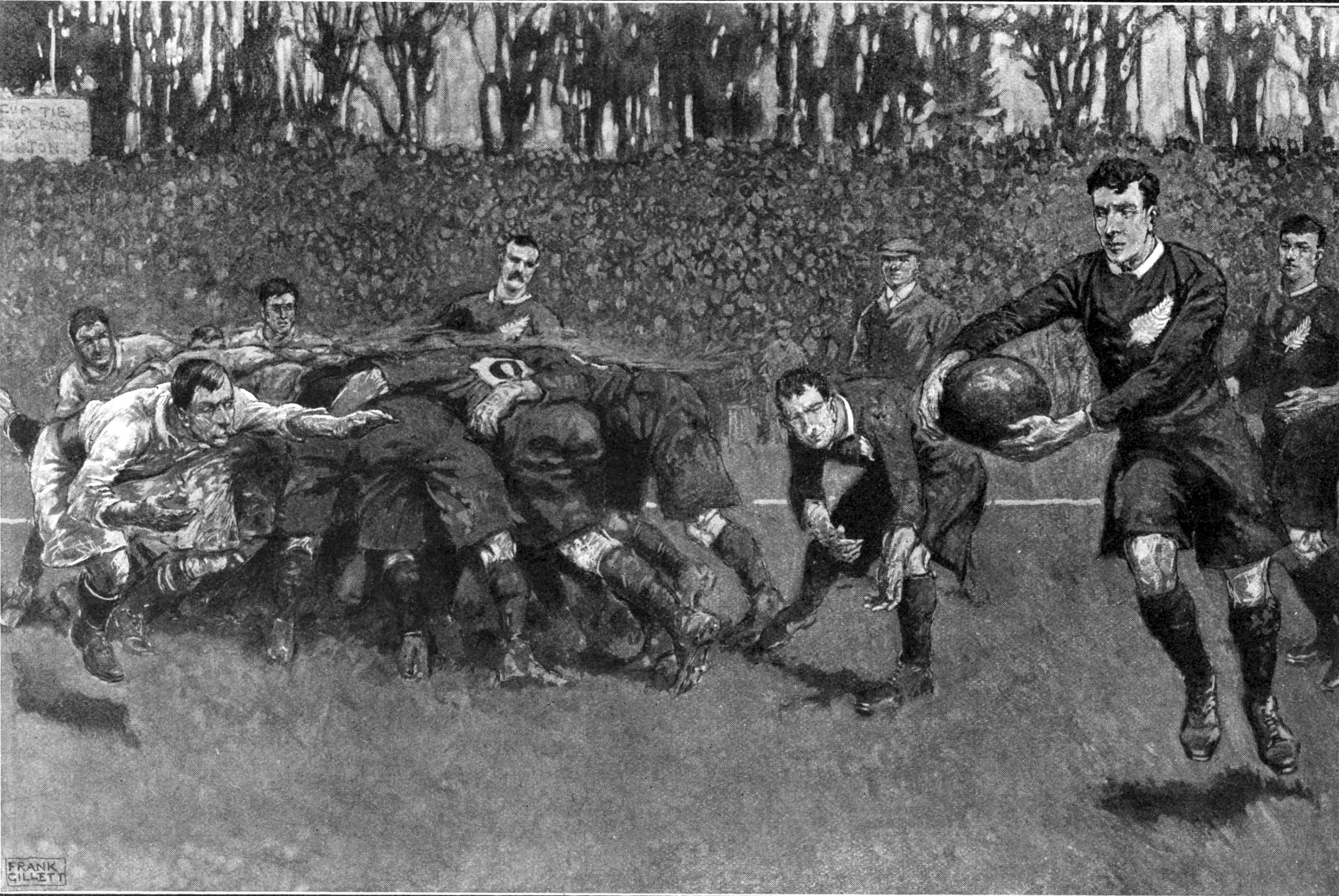
Англия в матче против «Ориджинал Олл Блэкс», одного из первых составов сборной Новой Зеландии. Игра 1905 года завершилась победой новозеландцев — 15:0

«Львы» провели первый матч против главной новозеландской сборной в 1905 году. «Олл Блэкс» провели пять попыток, каждая из которых в то время оценивалась в три очка, победив со счётом 15:0. В следующем году красно-белые дебютировали в матчах со сборными континентальной Европы, сыграв с французами. Игра прошла во Франции, на арене «Парк де Пренс», и победителями стали англичане (35:8). Через некоторое время, также в 1906 году британцы встретились со сборной Южной Африки. По требованию южноафриканцев из состава сборной Англии был исключён темнокожий игрок Джеймс Питерс — в результате матч закончился со счётом 3:3. Наконец, в 1909 году регбисты сборной Англии сыграли с австралийскими оппонентами. Представители Южного полушария оказались сильнее и одержали победу (9:3).
В 1909 году был открыт домашний стадион английской команды «Туикенем», ставший символом эпохи её расцвета. В первом международном матче, проведённом на арене в 1910 году, «львы» принимали сборную Уэльса. Обыграв гостей, англичане стали лучшей командой Международного чемпионата, победив в турнире впервые с 1895 года, когда в регбийном союзе произошёл раскол и появилась новая игра — регбилиг. Упустив титул в следующем розыгрыше, красно-белые вновь завоевали приз в 1912 году, разделив его, однако, со сборной Ирландии. Большой шлем Кубка пяти наций, присуждаемый за победу над всеми участниками турнира, пополнил коллекцию англичан по итогам сезонов 1913, 1914 и 1921 годов (в 1915—1919 годах чемпионат не проводился ввиду участия стран в Первой мировой войне). В 1924 и 1925 годах «львы» снова становились обладателями Большого шлема. Успеху 1925 года не помешал даже неудачный старт сезона, когда англичане уступили знаменитому «непобедимому» составу «Олл Блэкс» на «Туикенеме» в присутствии 60 тысяч болельщиков.

### 1928—1980: соперничество с командами Европы и Южного полушария

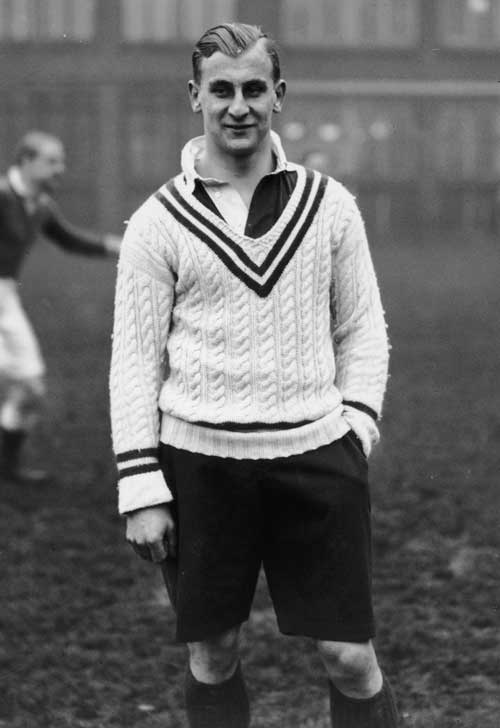
Князь Александр Сергеевич Оболенский, игрок сборной Англии русского происхождения

Сборная завоевала ещё один Большой шлем в 1928 году. Спустя два года французские регбисты обрели профессиональный статус, и сборная этой страны была исключена из розыгрышей Кубка пяти наций — турнир вновь стал проводиться лишь среди коллективов с Британских островов. В 1931 году британцы провели на «Туикенеме» матч с соперниками из Южной Африки, который посетили около 70 тысяч болельщиков. В сезонах 1934 и 1937 годов «львы» стали победителями Кубка домашних наций, получив дополнительный трофей — Тройную корону, которая вручалась той сборной, которая обыгрывала три остальных в рамках розыгрыша. Первая победа английской команды над сборной Новой Зеландии имела место в 1935 году.
В 1947 году, когда Франция возобновила участие в главном соревновании европейских сборных, чемпионский титул разделили Англия и Уэльс. Впрочем, первые розыгрыши Кубка 1950-х годов не принесли красно-белым успеха: в сезонах 1950 и 1951 годов сборная выигрывала только один матч. К 1953 году «львы» вернули себе титул, а в 1957 году — Большой шлем. Новые победы последовали в 1958 и 1963 годах, причём во втором случае англичанам удалось прервать выдающуюся серию сборной Франции, побеждавшей в турнире на протяжении четырёх сезонов подряд. После победы над французами сборная провела три тестовых матча с командами Южного полушария. Европейцы уступили во всех трёх встречах, проиграв «Олл Блэкс» (11:21 и 9:6) и «Уоллабис» (9:18). В 1966 году англичане не выиграли ни разу, избежав поражения только в ничейном матче с Ирландией. Кубок пяти наций 1963 года стал последним трофеем десятилетия для сборной.
В 1969 году в сборной была введена должность главного тренера, и первым наставником «львов» был назначен Дон Уайт. Бывший игрок «Нортгемптона» Боб Тейлор говорил: «выбор пал на Дона, поскольку он был самым дальновидным тренером в Англии». Дебют Уайта у руля сборной пришёлся на домашнюю игру против южноафриканцев — британцы выиграли со счётом 11:8. Тем не менее, дальнейшие результаты сборной вряд ли можно было назвать удовлетворительными: из одиннадцати матчей при Уайте англичане выиграли три, уступили в семи и один раз разошлись с соперником миром. Специалист покинул должность в 1971 году.
1970-е годы принесли команде несколько побед над сборными Южного полушария. В 1972 году англичане снова обыграли южноафриканцев, спустя год — новозеландцев, в 1973 и 1976 годах красно-белые праздновали успех в играх с австралийцами. Проведение Кубка пяти наций в 1972 году было осложнено из-за эскалации конфликта в Северной Ирландии. Угроза безопасности вынудила руководство сборных Шотландии и Уэльса отказаться от игр на территории Ирландии. Англичане, однако, приехали на Изумрудный остров в 1973 году, за что были удостоены оваций болельщиков, продолжавшихся пять минут. Матч на «Лэнсдаун Роуд» «львы» проиграли (9:18), но капитан гостей Джон Паллин отметил: «Возможно, мы недостаточно хороши, но по крайней мере мы здесь появились.»

### 1980—1997: первые чемпионаты мира
Следующее десятилетие британцы начали с победы в Кубке пяти наций 1980 года, дополненной завоеванием Большого шлема. Подобного успеха англичане достигли впервые за 23 года. Однако в розыгрыше 1983 года сборная не выигрывала и заняла последнее место, получив от болельщиков мнимую деревянную ложку в качестве награды. Первый чемпионат мира прошёл в 1987 году в Австралии и Новой Зеландии. Английская сборная начала выступления в группе «А», конкурировав за выход в плей-офф с австралийцами, японцами и американцами. Матч против главного соперника — сборной Австралии — британцы проиграли (6:19), одержав затем две победы над другими претендентами. Игра 1/4 финала свела «львов» со сборной Уэльса, которая и лишила англичан дальнейших перспектив (3:16).
В 1989 году англичане выиграли у сборных Румынии и Фиджи, а затем, в розыгрыше Кубка пяти наций 1990 года, победили в первых трёх встречах. И всё же в последней игре турнира англичане проиграли Шотландии, которая стала обладателем Кубка и Большого шлема. Через год «львы» реабилитировались, завоевав свой первый шлем с 1980 года. Мировое первенство 1991 года проходило в Англии, и хозяева снова попали в группу «А». На этот раз соперниками британцев выступили Новая Зеландия, Италия и США. Красно-белые завершили групповой этап с аналогичным прошлому результатом — две победы и одно поражение (от «Олл Блэкс»). В четвертьфинале английские регбисты играли с принципиальным соперником — Францией. Французы были повержены (19:10), а англичан не смогли остановить и шотландцы, встретившиеся с хозяевами в полуфинале (6:9). Однако в решающем матче сборная, несмотря на поддержку болельщиков, проиграла австралийцам (6:12).
В следующем году Англия не проигрывала, взяв Большой шлем и попутно победив южноафриканцев. В преддверии очередного кубка мира в ЮАР сборная Англии снова стала обладателем шлема — третьего за пять лет. Соперниками Англии на групповом этапе мирового форума в этот раз стали Аргентина, Италия и Самоа. «Львы» выиграли во всех трёх матчах первой стадии и в четвертьфинале взяли реванш у австралийцев (25:22). В игре 1/2 финала против Новой Зеландии англичане испытали натиск восходящей звезды мирового регби — Джона Лому, который записал в актив четыре попытки, каждая из которых к тому времени уже оценивалась в пять очков. По итогам проигранного полуфинала (29:45) британцы упустили возможность снова побороться за звание лучшей команды мира. Утешительный финал англичане также проиграли, уступив бронзовые медали французам.

### 1997—2011: взлёты и падения
В 1997 году главным тренером сборной стал Клайв Вудворд. Команда провела два матча с новозеландцами, крупно уступив в Манчестере и сыграв вничью на «Туикенеме» спустя неделю. В следующем сезоне англичане отправились в турне по странам Южного полушария. Многие игроки сборной отказались выступать в матчах тура, ставшего известным как «адский». Кульминацией турне стало самое крупное поражение в истории команды, нанесённое англичанам австралийцами (0:76). В 1999 году проводился последний в истории розыгрыш Кубка пяти наций, формат которого был изменён в связи с присоединением нового участника — Италии. Победитель турнира определялся в заключительном матче, который англичане проиграли. Последним чемпионом пяти союзов стала сборная Шотландии. Кубок мира 1999 года разыгрывался на стадионах Великобритании, Ирландии и Франции. Номинальным хозяином турнира стал Уэльс, принявший, как и Англия, 9 игр первенства. Английская сборная стала второй в группе, проиграв Новой Зеландии (16:30), а в стыковых матчах за право сыграть в плей-офф британцы одолели Фиджи (45:24). Но уже игра 1/4 финала против южноафриканцев стала для англичан последней на турнире — красно-белые уступили (21:44).

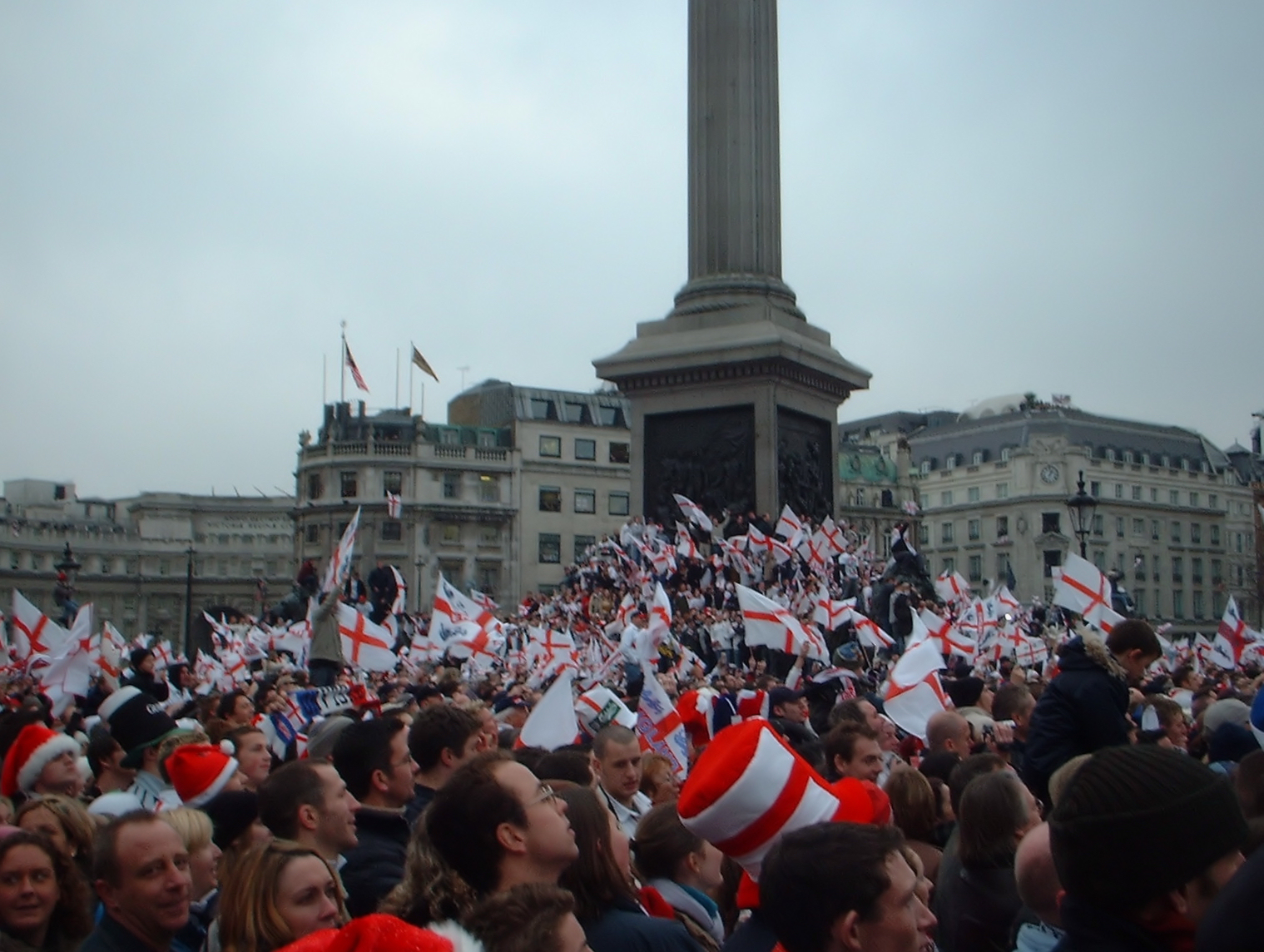
Празднования на Трафальгарской площади после победы Англии на чемпионате мира 2003 года

Англичане стали лучшей командой первого розыгрыша Кубка шести наций в 2000 году. В 2001 году «львы» упустили Большой шлем, проиграв Ирландии в отложенном матче на «Лэнсдаун Роуд». Кубок 2002 года остался за французами, однако английская команда тогда стала лучшей среди британских. Также в 2002 году красно-белые одержали гостевую победу над Аргентиной и сумели в родных стенах превзойти Новую Зеландию, Австралию и ЮАР. В 2003 году английская сборная завоевала Большой шлем, который не находился во владении англичан с 1995 года. Летом, в июне «львы» приехали в Австралазию, где провели победные матчи против «Уоллабис» и «Олл Блэкс».
К чемпионату мира 2003 года красно-белые подошли в ранге фаворитов. Действительно, под руководством Вудворда англичане вышли в финал первенства, который состоялся 22 ноября. Главный матч против Австралии был переведён в дополнительное время, и по его итогам впервые в истории чемпионами мира стали англичане. Победу «львам» принёс Джонни Уилкинсон, забивший дроп-гол и установивший окончательный счёт — 20:17. 8 декабря регбисты сборной прошли парадом по Лондону, приветствуя 750 тысяч своих поклонников. Затем спортсмены посетили Букингемский дворец, где их приняла королева Великобритании Елизавета II.

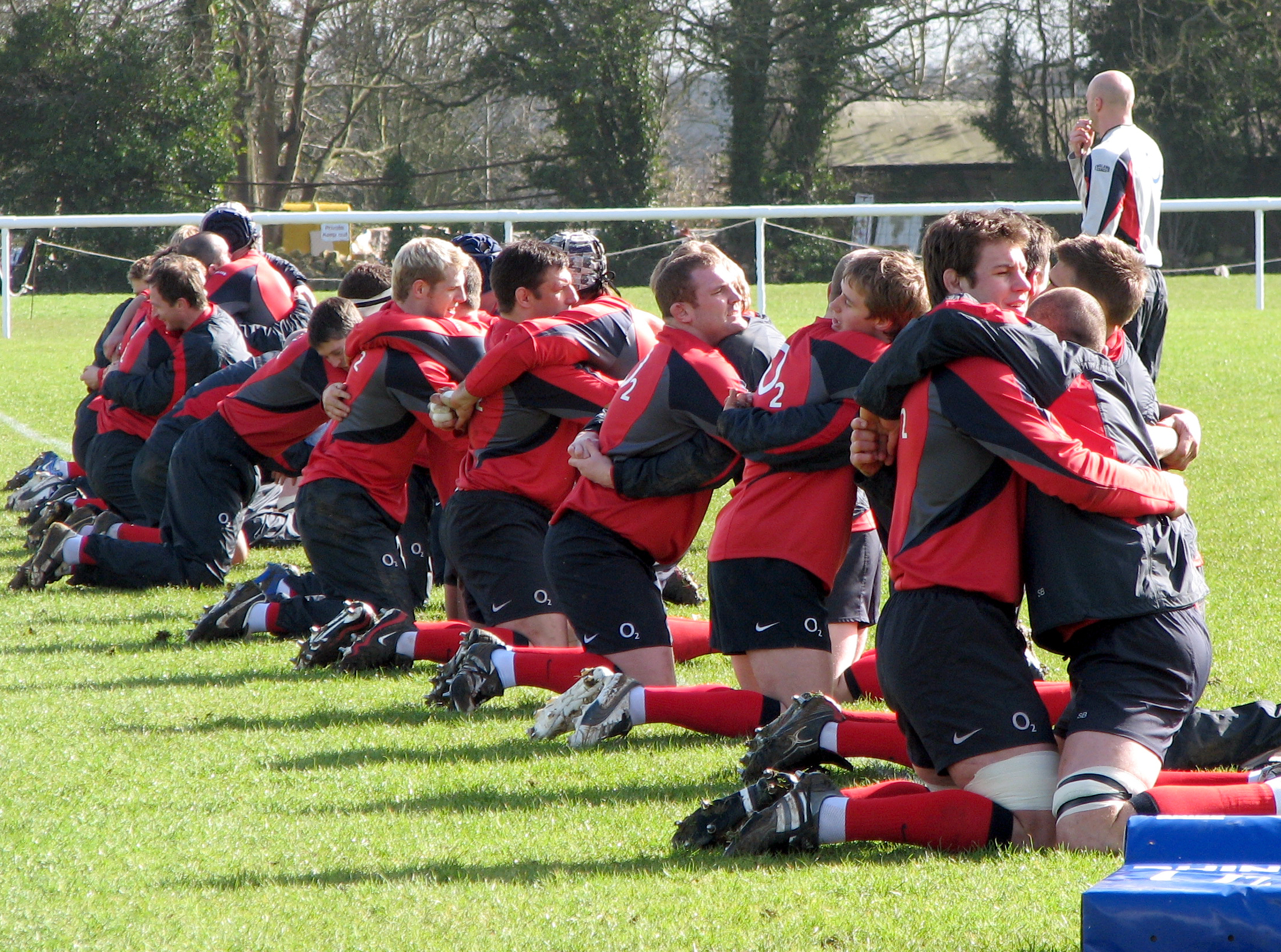
Тренировка сборной перед чемпионатом мира 2007 года

Сезон Кубка шести наций 2004 года сборная завершила только на третьем месте, так как проиграла и Франции, и Ирландии. 2 сентября свой пост покинул сэр Клайв Вудворд. Его заменил Энди Робинсон, за несколько лет до того завершивший тренировать «Бат». Свою первую европейскую кампанию Робинсон провалил — в Кубке шести наций 2005 года сборная опустилась на четвёртое место. Компенсировать неудачи в Северном полушарии не смогла даже победа над Австралией (26:16), а в конце сезона британцы проиграли «Олл Блэкс» (19:23).
Осенью 2006 года «львы» уступили сборной ЮАР, что стало для команды восьмым поражением в девяти последних тестовых матчах. Тем самым англичане продемонстрировали худшую серию в истории сборной. В декабре Робинсон подал в отставку, и ему на смену пришёл тренер нападающих Брайан Эштон. Первый матч нового европейского сезона позволили Англии дополнить коллекцию наград кубком Калькутты: «львы» обыграли шотландцев со счётом 42:20. В матче с Ирландией на «Кроук Парк» произошло ещё одно историческое событие, на этот раз разочаровавшее английских фанатов. Красно-белые проиграли со счётом 13:43, потерпев самое крупное поражение от ирландцев.
Борьбу за кубок мира 2007 года английские регбисты начали в группе со сборными Самоа, Тонга, ЮАР и США. Британцы были разгромлены южноафриканской командой (0:36), что, впрочем, не помешало им показать результат, достаточный для выхода в четвертьфинал. Первый барьер плей-офф англичане преодолели, одержав победу над Австралией (12:10). Не помешали англичанам и французы, встретившиеся с ними в 1/2 финала (14:9). При столь благополучной турнирной истории подопечные Эштона всё же не смогли стать двукратными чемпионами мира и проиграли финал «Спрингбокс» (6:15). Затем сборная дважды выигрывала серебряные медали Кубка шести наций, пропустив вперёд Уэльса и Ирландию соответственно. К сезону 2009 года команду уже готовил Мартин Джонсон, назначенный на должность главного тренера 1 июля 2008 года. В 2011 году Джонсон сложил с себя полномочия после слабого выступления сборной на чемпионате мира. Красно-белые завершили выступления уже по итогам четвертьфинала, где проиграли Франции.

### 2012—н.в.: современный период
Вместо Мартина Джонсона временным тренером команды на Кубок шести наций был назначен Стюарт Ланкастер, который до этого был наставником «Ингленд Сэксонс», второй сборной страны. Новый тренер сразу же ввёл в команде строгую дисциплину и в последующие годы неоднократно исключал регбистов за недостойное поведение. Первые случаи произошли уже в январе 2012 года — сначала за вождение в нетрезвом виде места в команде лишился Дэнни Кейр, а затем и Делон Армитидж, которого арестовали за подозрение в нападении. На европейском турнире «львы» выиграли четыре матча из пяти (поражение от валлийцев, которые завоевали большой шлем), Регбийный союз признал результат приемлемым и Ланкастер получил постоянный контракт, а его главной задачей стала подготовка сборной к домашнему чемпионату мира в 2015 году. Ярким для красно-белых стал и конец года. В ноябрьском тестовом матче англичане в седьмой раз в своей истории обыграли действующих чемпионов мира «Олл Блэкс» со счётом 38:21, а после игры журналисты отметили тотальное доминирование британской команды.
В Кубке шести наций розыгрышей 2013, 2014 и 2015 «львы» заняли вторые места. Тем не менее общественность не была удовлетворена — после тотального мирового доминирования в 2003 году сборная выиграла лишь один европейский турнир, а когда игроки чемпионского состава завершили свои карьеры, равноценной замены им найти долгое время не могли. Перед чемпионатом мира Ланкастер начал постепенно сужать круг кандидатов в состав — за два месяца сборов ему было необходимо выбрать из приблизительно полусотни игроков только 31. За несколько недель до турнира англичане сыграли три тестовых матча (победа и поражение с французами и победа над ирландцами), и 27 августа главный тренер огласил список игроков, которые были удостоены чести представлять Англию на домашнем мировом первенстве. И вновь отбор прошёл не только по спортивным критериям — из-за проблем с дисциплиной места в составе лишились участники предыдущего мирового первенства Ману Туилаги (за нападение на полицейского) и Дилан Хартли (за недостойное поведение на поле).

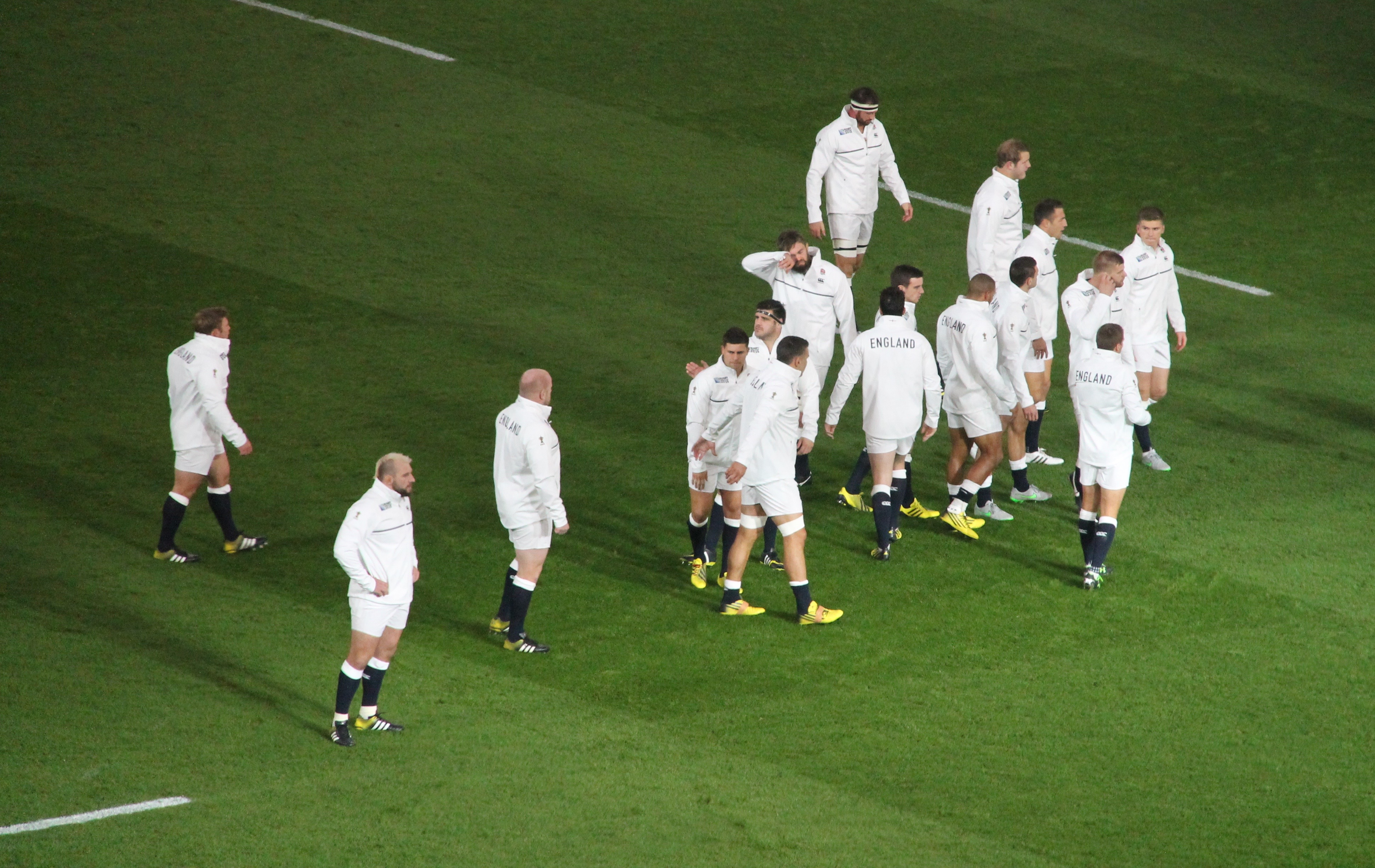
Англичане после поражения от австралийцев в групповом этапе чемпионата мира 2015.

На чемпионате мира сборная Англии попала в одну группу с командами Австралии, Уэльса, Фиджи и Уругвая. В матче-открытии турнира «львы» легко расправились с «Летающими фиджийцами» со счётом 35:11 и получили бонусное очко в атаке. Во второй игре поклонников красно-белых ожидало первое разочарование. Матч с Уэльсом превратился в соревнование бьющих и победителем из него благодаря абсолютной точности Дэна Биггара вышли «Красные драконы», которые выиграли 28:25. От игры с австралийцами зависел выход сборной в плей-офф. Хозяева проиграли со счётом 13:33 и стали первой в истории мировых первенств принимающей стороной, не прошедшей в плей-офф. В последнем матче «львы» обыграли сборную Уругвая и сумели занять третье место в группе, которое позволило им автоматически квалифицироваться на следующий чемпионат мира.
После завершения турнира Стюарт Ланкастер покинул свой пост, а на его место был назначен австралиец Эдди Джонс, который чуть раньше привёл японцев к исторической победе над сборной ЮАР. Новый тренер сходу добился успеха — на Кубке шести наций англичане впервые с 2003 года выиграли большой шлем, а розыгрыш 2017 года выиграли досрочно, при этом при австралийце «львы» одержали 18 побед подряд. На чемпионате мира 2019 года Эдди Джонс довёл свою команду до финала: англичане стали серебряными призёрами, проиграв сборной ЮАР.

## Стадион и болельщики

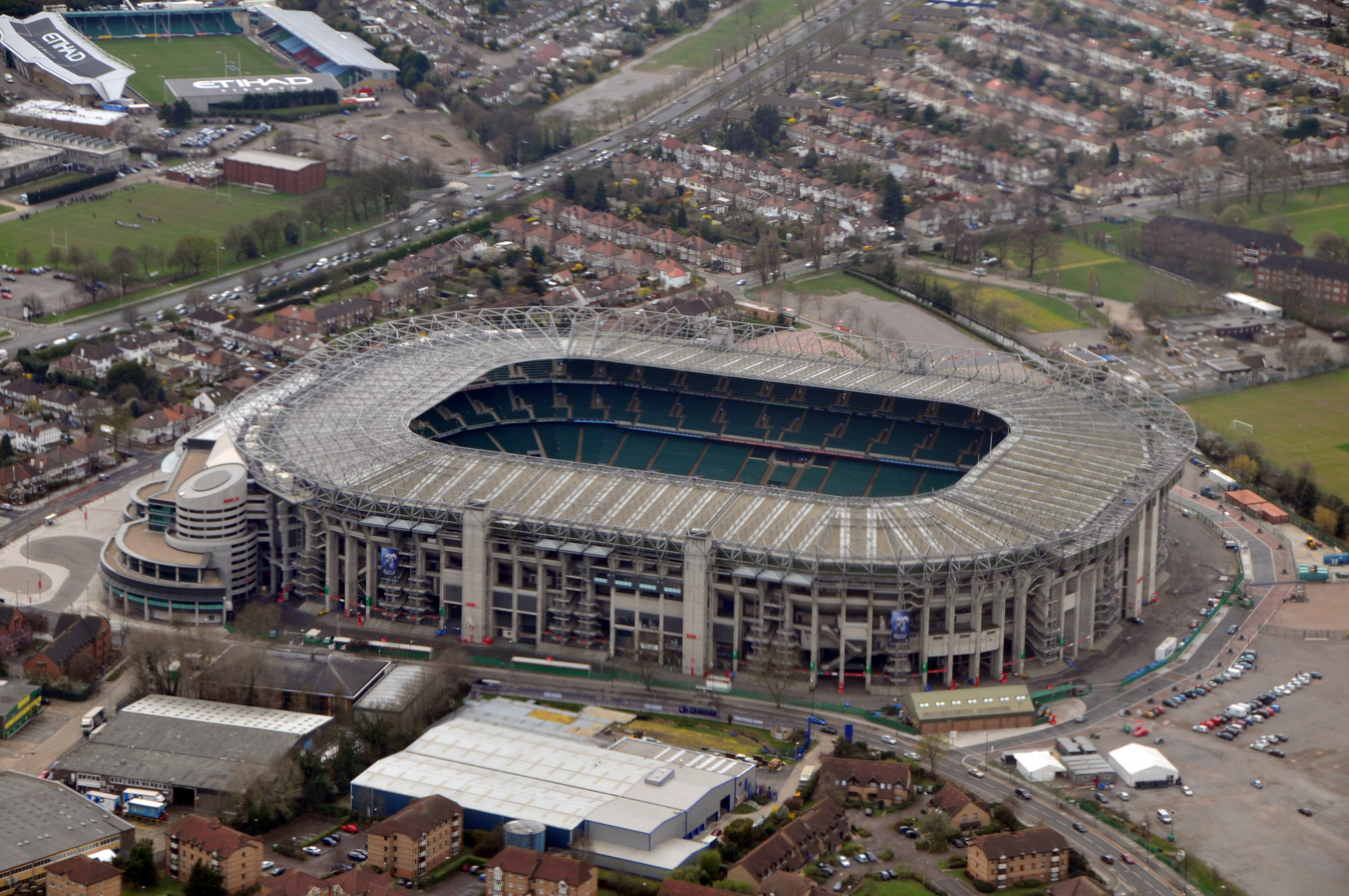
Вид на «Туикенем» с воздуха

До 1910 года английская сборная проводила домашние матчи на различных стадионах страны. После матчей против Новой Зеландии и ЮАР, которые прошли при полном аншлаге в 1905 и 1906 годах соответственно, руководство Регбийного союза приняло решение о строительстве новой арены. Задача поиска новых возможностей для строительства спортивного комплекса была поручена Уильяму Уильямсу в 1906 году. В следующем году был приобретён участок земли стоимостью 5572 фунтов, 12 шиллингов и 6 пенсов, а ещё через год начались работы по возведению стадиона.
Как уже упоминалось, первый матч сборной на новом поле прошёл в 1910 году. «Львы» вышли победителями и обыграли Уэльс (11:6) впервые с 1898 года. В 1927 и 1932 годах вместимость арены была увеличена. Следующая реконструкция комплекса была проведена только в 1990-х годах, когда были возведены новые Северная, Восточная и Западная трибуны. Новая Южная трибуна была сконструирована в 2005—2006 годах, и таким образом чаша стадиона была полностью построена. Открытие обновлённой арены произошло 5 ноября 2006 года — англичане принимали сборную Новой Зеландии. К огорчению 82 076 болельщиков, посетивших игру, британцы проиграли со счётом 20:41.
Почти все домашние матчи с 1910 года сборная проводила именно на стадионе «Туикенем». При этом две игры 1998 года были проведены на «Галфарм Стэдиум» в Хаддерсфилде, годом ранее англичане принимали новозеландцев на манчестерском «Олд Траффорд», а в 1992 году игра с Канадой прошла на старом «Уэмбли» в Лондоне. Кроме того, в июне 2009 года первый из двух тестовых матчей против Аргентины также был проведён на «Олд Траффорд». Дело в том, что встреча, запланированная к проведению в Аргентине, была перенесена на территорию британцев в связи с финансовыми затруднениями южноамериканцев.

### Swing Low, Sweet Chariot
Песня Swing Low, Sweet Chariot часто исполняется во время матчей сборной, в особенности — на «Туикенеме». Исполнение данного сочинения стало традицией регбийных болельщиков благодаря выступлениям валлийских мужских хоров, в репертуаре которых было множество спиричуэлс. Песня стала весьма популярной в 1950-х и 1960-х годах, она исполнялась во время проведения предновогоднего турнира «Миддлсекс Севенс». Пение болельщиков сопровождалось непристойными жестами, игравшими на двусмысленности некоторых фигур текста. Спиричуэл стал исполняться во время матчей сборной с 1970-х годов.
В последнем матче сезона 1988 года «львы» принимали ирландцев. Английская команда проиграла в 15 из 23 предыдущих матчей Кубка пяти наций, заработав за два года единственную попытку. Команды ушли на перерыв при счёте 3:0 в пользу гостей. Однако во втором тайме англичане стали демонстрировать игру совершенно иного уровня, всё расширяя своё влияние на поле. Во втором тайме регбисты сборной Англии провели шесть попыток, что помогло команде одержать убедительную волевую победу (35:3). Автором трёх попыток стал левый крыльевой Крис Оти, заработавший в том сезоне репутацию скоростного игрока. Его последняя попытка побудила группу учащихся из бенедиктинской школы Дуэй запеть Swing Low…, их примеру последовали и другие зрители.. С тех пор исполнение произведения во время домашних игр сборной стало традицией. Статус официального гимна команды песня получила в 1991 году, когда директор Регбийного союза по маркетингу Майк Коули в свете предстоящего чемпионата мира подыскивал для сборной мотивирующую песню. Интересно, что выбор Коули сперва пал на песню Jerusalem, однако та была использована в финале одного из соревнований по регбилиг, а для регби-15 подобные параллели были неприемлемы. Во время проведения чемпионата сингл Swing Low…, записанный регбистами сборной на знаменитой студии «Эбби Роуд», попал в число сорока лучших записей Соединённого королевства.

## Форма

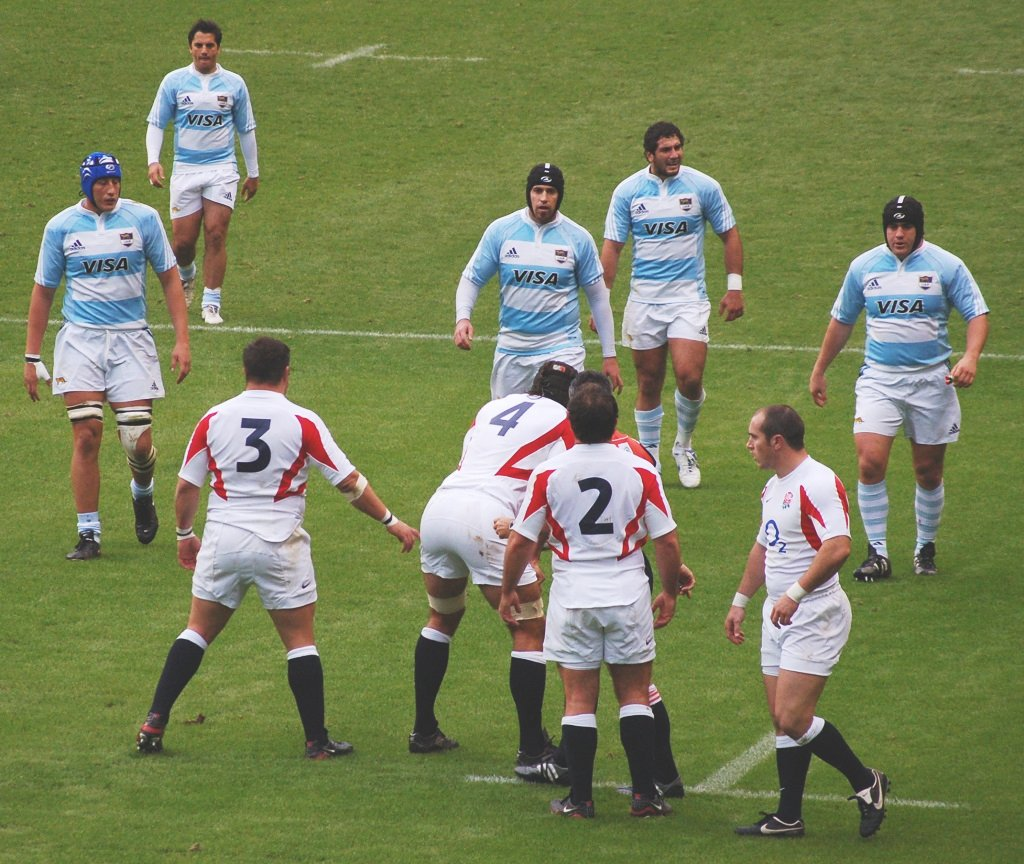
Сборная Англии (в белом) против сборной Аргентины (в бело-голубом). «Туикенем», 2006 год

Сейчас сборная использует традиционный комплект игровой формы, включающий белые регбийки, белые шорты и сине-белые носки. Резервный комплект формы состоит из тёмно-синей регбийки с красным крестом на груди, тёмно-синих шорт и сине-белых носков. В 2009 году, во время проведения осенних международных матчей англичане выступали в резервной форме фиолетового цвета, отражавшей традиционные цвета спортивных костюмов сборной 1960-х, 1970-х и 1980-х годов. На чемпионате мира 2011 года в качестве основного цвета резервной формы использовался чёрный. Производителем экипировки сборной выступает новозеландская компания Canterbury, в то время как генеральным спонсором команды является телекоммуникационная корпорация Telefónica Europe, действующая под обозначением O2.
На регбийке присутствует эмблема команды — красная роза, один из символов Англии, восходящий к династии Тюдоров. При этом английские сборные команды по футболу и крикету используют в качестве эмблемы композицию из трёх львов, непосредственно связанную с домом Плантагенетов. Эмблема была разработана Регбийный союзом перед тем, как сборная отправилась на первый матч против Шотландии в Эдинбурге. Основным цветом формы был выбран белый, так как именно он использовался командой школы Рагби. В 1920 году сотрудник союза Альфред Райт обновил дизайн эмблемы, за которым был закреплён статус стандартного. Если до этого изображение розы претерпело множество изменений, то работа Райта, как предполагается, сохранилась в неизменном виде до конца 1990-х годов. Лишь в 1997 году эмблема была несколько изменена в связи с появлением у сборной нового технического спонсора — Nike.
В 2003 году была впервые использована регбийка, плотно обтягивающая торс спортсмена. Авторы идеи считали, что подобный фасон осложнит сопернику захват английского регбиста при отборе мяча. 15 мая 2007 года были представлены новые комплекты экипировки для предстоящего розыгрыша кубка мира. При изготовлении формы использовались более качественные материалы, однако некоторые нововведения были раскритикованы болельщиками и экспертами. В левой верхней части регбийки появилось стилизованное изображение креста святого Георгия, по мнению многих затмевавшего основной символ — розу. Неодобрение также вызвала замена доминирующего цвета резервной формы с тёмно-синего на красный. Новый основной комплект формы был впервые использован в игре со сборной Уэльса 4 августа, альтернативный красный вариант был задействован 18 августа во встрече с французами. Перед чемпионатом мира 2011 года был утверждён проект чёрной резервной формы, вызвавший множество споров ввиду прочной ассоциации чёрного цвета со сборной Новой Зеландии. При изготовлении как основного, так и резервного комплекта также применялись передовые на тот момент технологии и материалы. В матче между сборными Англии и Уэльса в Кубке шести наций 2010 года англичане использовали особый комплект формы, в точности повторявший тот, который игроки использовали в 1910 году, в первом матче на стадионе «Туикенем» — таким образом сборная отметила столетие открытия своей арены.

## Результаты
| Топ-30 рейтинга на 31 октября 2022                  |                |                |       |
| №                                                   | Подъём/падение | Сборная        | Очки  |
| 1                                                   | ▬              | Ирландия       | 90.03 |
| 2                                                   | ▬              | Франция        | 89.41 |
| 3                                                   | ▬              | ЮАР            | 89    |
| 4                                                   | ▬              | Новая Зеландия | 87.64 |
| 5                                                   | ▬              | Англия         | 86.25 |
| 6                                                   | ▲ 3            | Австралия      | 82.08 |
| 7                                                   | ▬              | Уэльс          | 81.28 |
| 8                                                   | ▬              | Аргентина      | 81.21 |
| 9                                                   | ▼ 3            | Шотландия      | 80.51 |
| 10                                                  | ▬              | Япония         | 77.39 |
| 11                                                  | ▬              | Самоа          | 75.75 |
| 12                                                  | ▬              | Фиджи          | 75.08 |
| 13                                                  | ▬              | Грузия         | 74.51 |
| 14                                                  | ▬              | Италия         | 73.29 |
| 15                                                  | ▬              | Испания        | 69.27 |
| 16                                                  | ▬              | Тонга          | 67.79 |
| 17                                                  | ▬              | Румыния        | 66.33 |
| 18                                                  | ▬              | Уругвай        | 65.97 |
| 19                                                  | ▬              | США            | 65.17 |
| 20                                                  | ▬              | Португалия     | 65.08 |
| 21                                                  | ▬              | Чили           | 61.24 |
| 22                                                  | ▬              | Гонконг        | 61.03 |
| 23                                                  | ▬              | Канада         | 60.99 |
| 24                                                  | ▬              | Намибия        | 60.56 |
| 25                                                  | ▬              | Россия         | 58.06 |
| 26                                                  | ▬              | Бельгия        | 55.97 |
| 27                                                  | ▬              | Бразилия       | 57.84 |
| 28                                                  | ▬              | Нидерланды     | 53.69 |
| 29                                                  | ▬              | Польша         | 53.03 |
| 30                                                  | ▬              | Германия       | 52.79 |
| Изменение позиции — по сравнению с 26 сентября 2022 |                |                |       |
| Полный список на сайте World Rugby                  |                |                |       |

### Кубок шести наций
Сборная Англии является участником Кубка шести наций — наиболее престижного европейского турнира среди сборных, проводимого ежегодно. Англичане сражаются за титул сильнейшей команды Европы со сборными Ирландии, Италии, Уэльса, Франции и Шотландии. Предшественником данного соревнования является Кубок домашних наций (позже, с присоединением Франции, — Кубок пяти наций), турнир среди четырёх сборных Британских островов, который проводился с 1883 года. За победу над тремя остальными командами чемпиону присуждался особый трофей — Тройная корона. Англичане стали наиболее титулованной сборной среди участников Кубка, безраздельно выиграв в 27 сезонах и ещё в 13 одержав совместную победу с другой командой. В 1892—1910 годах, то есть в течение 18 лет «львы» не становились чемпионами Кубка, и это стало самой долгой серией без трофеев в истории команды. Также в рамках Кубка разыгрываются два трофея: кубок Калькутты присуждается победителю матча Англия—Шотландия, а за Миллениум Трофи англичане борются с ирландцами. Английская сборная впервые завоевала кубок Калькутты в 1880 году, во втором его розыгрыше. Миллениум Трофи проводится с 1988 года, причём в самом первом сезоне матч прошёл вне зачёта Кубка пяти наций. Англия выиграла кубковый матч только в 1990 году. Игры между сборными Англии и Франции с некоторых пор носят неофициальное название Le Crunch.
| 1883—2019            | Англия  | Ирландия | Италия | Уэльс   | Франция | Шотландия |
| -------------------- | ------- | -------- | ------ | ------- | ------- | --------- |
| Участие, раз         | 122     | 124      | 19     | 124     | 88      | 124       |
| Победы (совместные)  |         |          |        |         |         |           |
| Кубок домашних наций | 5 (4)   | 4 (4)    | N/A    | 7 (4)   | N/A     | 10 (3)    |
| Кубок пяти наций     | 17 (6)  | 6 (5)    | N/A    | 15 (8)  | 12 (8)  | 5 (6)     |
| Кубок шести наций    | 6       | 4        | 0      | 5       | 5       | 0         |
| Итого                | 28 (10) | 14 (9)   | 0 (0)  | 27 (12) | 17 (8)  | 15 (9)    |
| Большой шлем         |         |          |        |         |         |           |
| Кубок домашних наций | 0       | 0        | N/A    | 2       | N/A     | 0         |
| Кубок пяти наций     | 11      | 1        | N/A    | 6       | 6       | 3         |
| Кубок шести наций    | 2       | 2        | 0      | 4       | 3       | 0         |
| Итого                | 13      | 3        | 0      | 12      | 9       | 3         |
| Тройная корона       |         |          |        |         |         |           |
| Кубок домашних наций | 5       | 2        | N/A    | 6       | N/A     | 7         |
| Кубок пяти наций     | 16      | 4        | N/A    | 11      | N/A     | 3         |
| Кубок шести наций    | 4       | 5        | N/A    | 4       | N/A     | 0         |
| Итого                | 25      | 11       | N/A    | 21      | N/A     | 10        |
| Деревянная ложка     |         |          |        |         |         |           |
| Кубок домашних наций | 11      | 15       | N/A    | 8       | N/A     | 8         |
| Кубок пяти наций     | 14      | 21       | N/A    | 12      | 17      | 21        |
| Кубок шести наций    | 0       | 0        | 14     | 1       | 1       | 4         |
| Итого                | 25      | 36       | 14     | 21      | 18      | 33        |

### Чемпионаты мира
Сборная Англии была участником всех чемпионатов мира с 1987 года. Команда трижды играла в финале, в 2003 году став его победителем. Игрок сборной Джонни Уилкинсон стал лучшим бомбардиром в истории чемпионатов мира по суммарному количеству набранных очков. Это произошло в четвертьфинале чемпионата 2007 года, когда спортсмен набрал 12 очков в игре с австралийцами. В матче 1/2 финала Уилкинсон записал на свой счёт 9 очков, а в решающей игре — ещё 6, что, впрочем, не помогло англичанам победить ЮАР. Сборная Англии является четвёртой результативной командой чемпионатов мира по количеству очков (1246) и также четвёртой по сумме попыток (131).
| Год   | Раунд          | Позиция | Игры | Победы | Ничьи | Поражения | Очки, + | Очки, - |
| ----- | -------------- | ------- | ---- | ------ | ----- | --------- | ------- | ------- |
| 1987  | 1/4 финала     | 5       | 4    | 2      | 0     | 2         | 103     | 48      |
| 1991  | Финал          | 2       | 6    | 4      | 0     | 2         | 119     | 61      |
| 1995  | 1/2 финала     | 4       | 6    | 4      | 0     | 2         | 158     | 146     |
| 1999  | 1/4 финала     | 8       | 5    | 3      | 0     | 2         | 250     | 115     |
| 2003  | Финал          | 1       | 7    | 7      | 0     | 0         | 327     | 88      |
| 2007  | Финал          | 2       | 7    | 5      | 0     | 2         | 140     | 122     |
| 2011  | 1/4 финала     | 6       | 5    | 4      | 0     | 1         | 149     | 53      |
| 2015  | Групповой этап | 10      | 4    | 2      | 0     | 2         | 133     | 75      |
| Всего |                | 1 титул | 44   | 31     | 0     | 13        | 1379    | 708     |

### Общий итог
Англия выиграла 389 из 709 проведённых тестовых матчей, то есть становилась победителем в 58,39 % случаев. В октябре 2003 года, когда была опубликована первая редакция Мирового рейтинга Международного совета регби, сборная Англии стала лидером списка. В сентябре того же года британцы ненадолго покинули первую строчку, уступив её новозеландцам, однако вскоре вернули себе лидерство и удерживали его до середины 2004 года. В июне англичане были уже третьими, а после розыгрыша Кубка шести наций в 2005 года оказались шестыми. В декабре того же года британская сборная переместилась на строчку выше, однако уже в следующем сезоне «львы» достигли нового исторического минимума — седьмой позиции. В 2007 году, благодаря удачному выступлению на чемпионате мира (второе место), красно-белые снова поднялись на третье место. Во время проведения Кубка шести наций 2009 года англичане опустились на восьмую позицию. Через некоторое время Англия была уже четвёртой, но неудачное выступление на мировом первенстве способствовало снижению рейтинга команды, ставшей шестой в мире. Сборная вернула себе четвёртое место после победы над французами 12 марта 2012 года (24:22). По состоянию на 13 марта 2017 года сборная Англии занимает пятое место в Мировом рейтинге IRB.
Ниже приведена статистика выступлений команды в матчах с другими сборными. Данные актуальны на 17 июня 2017 года
| Соперник               | Игры | Победы | Поражения | Ничьи | Процент побед |
| ---------------------- | ---- | ------ | --------- | ----- | ------------- |
| Австралия              | 48   | 22     | 25        | 1     | 45.83%        |
| Аргентина              | 22   | 17     | 4         | 1     | 77.27%        |
| Грузия                 | 2    | 2      | 0         | 0     | 100%          |
| Ирландия               | 132  | 76     | 48        | 8     | 57.58%        |
| Италия                 | 23   | 23     | 0         | 0     | 100%          |
| Канада                 | 6    | 6      | 0         | 0     | 100%          |
| Нидерланды             | 1    | 1      | 0         | 0     | 100%          |
| Новая Зеландия         | 40   | 7      | 32        | 1     | 17.5%         |
| Новая Зеландия (Маори) | 4    | 2      | 2         | 0     | 50%           |
| Пасифик Айлендерс      | 1    | 1      | 0         | 0     | 100%          |
| Президентс XV          | 1    | 0      | 1         | 0     | 0%            |
| Румыния                | 5    | 5      | 0         | 0     | 100%          |
| Самоа                  | 7    | 7      | 0         | 0     | 100%          |
| США                    | 5    | 5      | 0         | 0     | 100%          |
| Тонга                  | 2    | 2      | 0         | 0     | 100%          |
| Уругвай                | 2    | 2      | 0         | 0     | 100%          |
| Уэльс                  | 130  | 61     | 57        | 12    | 46.92%        |
| Фиджи                  | 7    | 7      | 0         | 0     | 100%          |
| Франция                | 103  | 57     | 39        | 7     | 55.34%        |
| Шотландия              | 135  | 75     | 42        | 18    | 55.56%        |
| ЮАР                    | 38   | 13     | 23        | 2     | 34.21%        |
| Япония                 | 1    | 1      | 0         | 0     | 100%          |
| Всего                  | 711  | 391    | 270       | 50    | 54.99         |

## Игроки

### Нынешний состав
- Состав на летние тестовые матчи 2017 года против Аргентины[92].
- Главный тренер: Эдди Джонс.

| Игрок                | Позиция   | Матчи | Клуб                 |
| -------------------- | --------- | ----- | -------------------- |
| Дилан Хартли         | Хукер     | 82    | «Нортгемптон Сэйнтс» |
| Джек Синглтон        | Хукер     | 0     | «Вустер Уорриорз»    |
| Эллис Гендж          | Проп      | 3     | «Лестер Тайгерс»     |
| Уилл Кольер          | Проп      | 2     | «Харлекуинс»         |
| Мэтт Маллен          | Проп      | 17    | «Уоспс»              |
| Гарри Уилсон         | Проп      | 2     | «Эксетер Чифс»       |
| Джамал Форд-Робинсон | Проп      | 0     | «Бристоль»           |
| Джо Лончбери         | Лок       | 4     | «Лондон Уоспс»       |
| Ник Айзекве          | Лок       | 1     | «Сарацины»           |
| Чарли Ивелз          | Лок       | 5     | «Бат»                |
| Сэм Андерхилл        | Фланкер   | 1     | «Оспрейз»            |
| Дон Арманд           | Фланкер   | 1     | «Эксетер Чифс»       |
| Бен Карри            | Фланкер   | 0     | «Сейл Шаркс»         |
| Том Карри            | Фланкер   | 1     | «Сейл Шаркс»         |
| Крис Робшоу          | Фланкер   | 56    | «Харлекуинс»         |
| Марк Уилсон          | Фланкер   | 2     | «Ньюкасл Фэлконс»    |
| Нэйтан Хьюз          | Номер 8   | 10    | «Уоспс»              |
| Дэнни Кейр           | Скрам-хав | 73    | «Харлекуинс»         |
| Джек Мондер          | Скрам-хав | 1     | «Эксетер Чифс»       |
| Алекс Лозовски       | Флай-хав  | 2     | «Сарацины»           |
| Джордж Форд          | Флай-хав  | 37    | «Бат»                |
| Пирс Фрэнсис         | Флай-хав  | 2     | «Блюз»               |
| Олли Девото          | Центр     | 1     | «Эксетер Чифс»       |
| Сэм Джеймс           | Центр     | 0     | «Сейл Шаркс»         |
| Гарри Маллиндер      | Центр     | 0     | «Нортгемптон Сэйнтс» |
| Генри Слейд          | Центр     | 7     | «Эксетер Чифс»       |
| Джо Коканасига       | Винг      | 0     | «Лондон Айриш»       |
| Джонни Мэй           | Винг      | 27    | «Глостер»            |
| Дэнни Соломона       | Винг      | 2     | «Сейл Шаркс»         |
| Нэйтан Эрли          | Винг      | 0     | «Сарацины»           |
| Марленд Ярд          | Винг      | 13    | «Харлекуинс»         |
| Майк Браун           | Фулбэк    | 62    | «Харлекуинс»         |

### Известные представители сборной
Четверо бывших игроков сборной Англии — Билл Бьюмонт, Мартин Джонсон, Джейсон Леонард и Уэйвелл Уэйкфилд — вошли в число резидентов Международного регбийного зала славы. Пятеро регбистов английской команды также были избраны в Зал славы IRB. Мартин Джонсон, попавший в оба зала славы, Алан Ротерем и Гарри Вассалл получили статус резидентов за достижения игровой карьеры. Джон Кендалл-Карпентер и Клайв Вудворд вошли в число лауреатов за заслуги, не связанные непосредственно с их карьерой регбиста.
Уэйвелл Уэйкфилд представлял Англию в 31 тестовом матче в 1920—1927 годах. В тринадцати играх Уэйкфилд выступал как капитан сборной. При участии регбиста англичане трижды выигрывали Большой шлем Кубка пяти наций (1921, 1923 и 1924 годы). Играя на позиции фланкера, Уэйкфилд обогатил тактический арсенал регбистов задней линии. В 1935 году спортсмен стал депутатом британского Парламента, а в 1944 году был посвящён в рыцари. В 1950 году Уэйкфилд ступил на должность президента Регбийного союза. После ухода из политики бывший спортсмен получил титул барона Уэйкфилда Кендальского.
В 1975—1982 годах за сборную Англии играл Билл Бьюмонт, сыгравший в 34 тестовых матчах. С 1978 года, в 21 тестовой игре лок «львов» представлял команду в качестве капитана. Именно в этом статусе Бьюмонт стал обладателем Большого шлема в сезоне 1980 года — первого для англичан с 1957 года. В том же 1980 году Бьюмонт был избран капитаном сборной «Британских и ирландских львов», которая отправилась в турне по Южной Африке. Данный факт примечателен тем, что регбист стал первым с 1930 года англичанином, удостоившимся этой чести. Также Бьюмонт провёл 15 игр за сборную команду «Барберианс».
Самым молодым капитаном сборной стал Уилл Карлинг, впервые избранный на эту позицию в 22 года. Карлинг провёл за «львов» 72 тестовых матча (1988—1997), из них 59 — в роли лидера команды. Карлинг не только дольше всех обладал капитанской повязкой сборной Англии, но и стал рекордсменом мира по этому показателю. Уроженец графства Уилтшир стал известен как мастер мотивации: под его предводительством англичане завоевали три Больших шлема в пяти сезонах. Не менее значителен выход британцев в финал чемпионата мира в 1991 году. Карлинг также был капитаном «Барберианс». Игровые таланты этого регбиста не проявлялись столь же ярко, как у некоторых его коллег, однако его эффективность на поле помогла ему стать главным претендентом на место центрального трёхчетвертного в сборной. В 1991 году Карлинг стал офицером Ордена Британской империи.

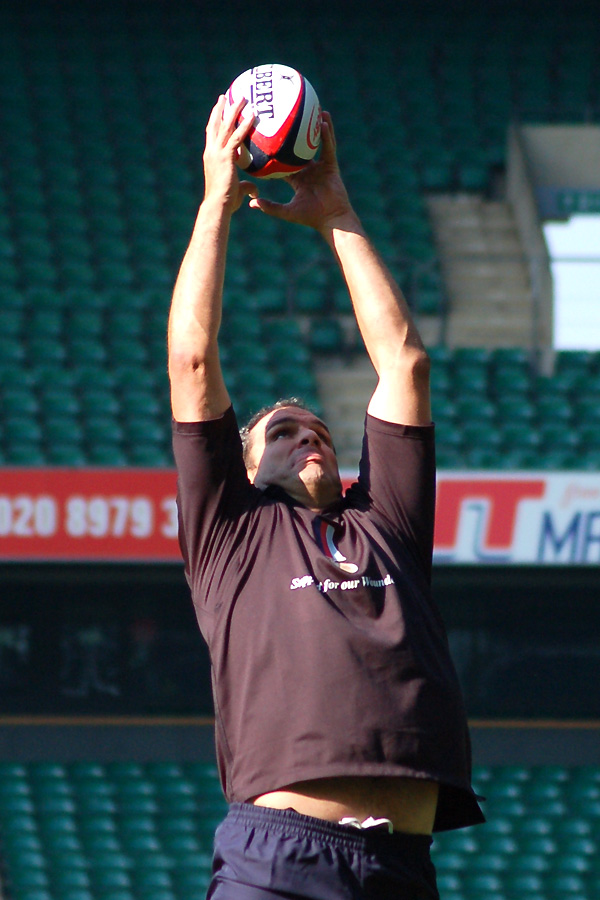
Мартин Джонсон в 2008 году

Одним из сильнейших форвардов в истории сборной считается Мартин Джонсон, который провёл за команду 84 тестовых матча и ещё восемь раз представлял Британские острова в составе «Бритиш энд Айриш Лайонз». Джонсон дебютировал как в сборной, так и в «Лайонз» в 1993 году. В 1997 году игрок уже был избран капитаном общей британской команды, в этом качестве сыграв несколько матчей в рамках южноафриканского турне «Лайонз». В 1999 году Джонсон стал капитаном английской сборной и, как выяснилось позже, самым успешным её капитаном. В 2001 году «Бритиш энд Айриш Лайонз» снова представляли британское регби за пределами Европы, в Австралии, и Джонсон стал первым дважды избранным капитаном этой команды.. Спортсмен завершил международную карьеру после побед Англии на чемпионате мира и в Кубке шести наций 2003 года, а также завоевания Большого шлема. После этого Джонсон занял должность менеджера сборной. 24 октября 2011 года на церемонии вручения наград IRB Awards Джонсон был введён в Зал славы IRB. Вместе с Джонсоном лауреатами IRB стали все капитаны команд—чемпионов мира с 1987 по 2007 годы, за исключением австралийца Джона Илса, ранее уже ставшего резидентом Зала славы.
Джейсон Леонард по прозвищу The Fun Bus появлялся в составе сборной в 114 тестовых матчах. Данное достижение стало рекордным для мирового регби, однако в 2005 году его превзошёл австралийский регбист Джордж Греган. Леонард стал обладателем серебряной медали чемпионата мира 1991 года и золота победного для Англии первенства. Леонард непосредственно участвовал в завоевании кубка мира, выйдя на замену Филу Викери в финале 2003 года. Спортсмен принимал участие в трёх турне «Бритиш энд Айриш Лайонз», в рамках которых провёл пять игр.
Алан Ротерем и Гарри Вассалл, представлявшие клуб Оксфордского университета в XIX веке, стали членами Зала славы IRB в апреле 2011 года. Совет отметил «их уникальный вклад в регбийный игровой обычай», особым образом указав на то, что им «приписывают изобретение игры в пас и использования тактики трёх игроков на задней линии, которые стали повсеместно применяться в 1880-х годах».
Двое других игроков сборной, Джон Кендалл-Карпентен и Клайв Вудворд, пополнили число членов Зала славы IRB в 2011 году, вместе с Джонсоном. Несмотря на то, что оба игрока сделали заметную карьеру в сборной, их введение в клуб избранных было мотивировано другими причинами. Кендалл-Карпентер был признан в качестве одной из четырёх ключевых фигур, способствовавших учреждению и развитию чемпионатов мира по регби. Среди заслуг Вудворда были в первую очередь отмечены его тренерские достижения. Он стал резидентом Зала вместе с другими тренерами, ставшими обладателями кубка мира.

### Индивидуальные рекорды
Джонни Уилкинсон является рекордсменом сборной по числу набранных очков. В период выступлений за команду регбист набрал 1151 очко. Кроме того, Уилкинсон сыграл за красно-белых 91 матч и стал лидером сборной по числу игр среди защитников. Абсолютным же лидером по числу появлений в составе со 114 матчами стал Джейсон Леонард. Лучшим игроком англичан по числу занесённых попыток является Рори Андервуд — на его счету 49 результативных действий этого рода. Самым молодым регбистом, представлявшим Англию на международной арене, стал Колин Лэрд. В 1927 году в игре против Уэльса он появился в составе англичан в возрасте 18 лет и 134 дней.

#### Наибольшее число игр за сборную
| #  | Спортсмен         | Годы выступлений | Игр за сборную | Попыток | Очков |
| -- | ----------------- | ---------------- | -------------- | ------- | ----- |
| 1. | Джейсон Леонард   | 1990—2004        | 114            | 1       | 5     |
| 2. | Джонни Уилкинсон  | 1998—2011        | 91             | 6       | 1179  |
| 3. | Дилан Хартли      | 2008—2017        | 86             | 2       | 10    |
| 4. | Лоуренс Даллаглио | 1995—2007        | 85             | 17      | 85    |
| 4. | Рори Андервуд     | 1984—1996        | 85             | 49      | 210   |
| 6. | Мартин Джонсон    | 1993—2003        | 84             | 2       | 10    |
| 7. | Джо Уорсли        | 1999—2011        | 78             | 10      | 50    |
| 8. | Мэтт Доусон       | 1995—2005        | 77             | 16      | 101   |
| 9. | Майк Кэтт         | 1994—2007        | 75             | 7       | 142   |
| 9. | Майк Тиндалл      | 2000—2011        | 75             | 14      | 74    |
| 9. | Джеймс Хаскелл    | 2007—2017        | 75             | 4       | 20    |

Последнее обновление: 19 июня 2017 года. Здесь и далее в статистику включены только матчи, официально учтённые регбийным союзом.

#### Наибольшее число попыток
| #   | Спортсмен        | Годы выступлений | Попыток | Игр за сборную | Попыток в среднем за игру |
| --- | ---------------- | ---------------- | ------- | -------------- | ------------------------- |
| 1.  | Рори Андервуд    | 1984—1996        | 49      | 114            | 0,43                      |
| 2.  | Бен Коэн         | 2000—2006        | 31      | 57             | 0,54                      |
| 2.  | Уилл Гринвуд     | 1997—2004        | 31      | 55             | 0,56                      |
| 4.  | Джерри Гаскотт   | 1988—1999        | 30      | 65             | 0,46                      |
| 5.  | Джейсон Робинсон | 2001—2007        | 28      | 51             | 0,55                      |
| 6.  | Дэн Лагер        | 1998—2003        | 24      | 38             | 0,63                      |
| 7.  | Джош Льюси       | 1998—2007        | 22      | 55             | 0,40                      |
| 8.  | Марк Куэто       | 2004—2011        | 20      | 55             | 0,36                      |
| 9.  | Крис Эштон       | 2010—2014        | 19      | 39             | 0,49                      |
| 10. | Сирил Лоу        | 1913—1923        | 18      | 25             | 0,72                      |

Последнее обновление: 19 июня 2017 года.

#### Наибольшее число попыток в одном матче
| #  | Спортсмен            | Попыток | Позиция    | Счёт матча | Соперник   | Дата          |
| -- | -------------------- | ------- | ---------- | ---------- | ---------- | ------------- |
| 1. | Дэниэл Ламберт       | 5       | Винг       | 41:13      | Франция    | 05.01.1907 г. |
| 1. | Рори Андервуд        | 5       | Винг       | 58:23      | Фиджи      | 04.11.1989 г. |
| 1. | Джош Льюси           | 5       | Фулбэк     | 111:13     | Уругвай    | 02.11.2003 г. |
| 4. | Джордж Бёртон        | 4       | Нападающий | 8:0        | Уэльс      | 19.02.1881 г. |
| 4. | Артур Хадсон         | 4       | Винг       | 35:8       | Франция    | 22.03.1906 г. |
| 4. | Роналд Полтон-Палмер | 4       | Центр      | 39:13      | Франция    | 13.04.1914 г. |
| 4. | Крис Оти             | 4       | Винг       | 58:3       | Румыния    | 13.05.1989 г. |
| 4. | Нил Бэк              | 4       | Фланкер    | 110:0      | Нидерланды | 14.11.1998 г. |
| 4. | Джерри Гаскотт       | 4       | Центр      | 110:0      | Нидерланды | 14.11.1998 г. |
| 4. | Джерри Гаскотт       | 4       | Центр      | 106:8      | США        | 21.08.1999 г. |
| 4. | Джейсон Робинсон     | 4       | Фулбэк     | 134:0      | Румыния    | 17.11.2001 г. |
| 4. | Ник Истер            | 4       | Восьмой    | 62:5       | Уэльс      | 04.08.2007 г. |
| 4. | Крис Эштон           | 4       | Винг       | 59:13      | Италия     | 12.02.2011 г. |

Последнее обновление: 19 июня 2017 года.

#### Наибольшее число очков
| #   | Спортсмен         | Годы выступлений | Очков | Игр за сборную | Очков в среднем за игру |
| --- | ----------------- | ---------------- | ----- | -------------- | ----------------------- |
| 1.  | Джонни Уилкинсон  | 1998—2011        | 1179  | 91             | 12,96                   |
| 2.  | Оуэн Фаррелл      | 2012—2017        | 603   | 52             | 11,6                    |
| 3.  | Пол Грэйсон       | 1995—2004        | 400   | 32             | 12,5                    |
| 4.  | Роб Эндрю         | 1985—1997        | 396   | 71             | 5,58                    |
| 5.  | Тоби Флад         | 2006—2013        | 301   | 60             | 5,02                    |
| 6.  | Джон Уэбб         | 1987—1993        | 296   | 33             | 8,97                    |
| 7.  | Чарли Ходжсон     | 2001—2012        | 269   | 38             | 7,08                    |
| 8.  | Дасти Хейр        | 1974—1984        | 240   | 25             | 9,6                     |
| 9.  | Рори Андервуд     | 1984—1996        | 210   | 85             | 2,47                    |
| 10. | Саймон Ходжкинсон | 1989—1991        | 203   | 14             | 14,5                    |

Последнее обновление: 19 июня 2017 года.

#### Наибольшее число очков в одном матче
| #  | Спортсмен        | Очков | Позиция  | Счёт матча | Соперник   | Дата          |
| -- | ---------------- | ----- | -------- | ---------- | ---------- | ------------- |
| 1. | Чарли Ходжсон    | 44    | Флай-хав | 134:0      | Румыния    | 17.11.2001 г. |
| 2. | Пол Грэйсон      | 36    | Флай-хав | 101:10     | Тонга      | 15.10.1999 г. |
| 3. | Джонни Уилкинсон | 35    | Флай-хав | 80:23      | Италия     | 17.02.2001 г. |
| 4. | Джонни Уилкинсон | 32    | Флай-хав | 67:7       | Италия     | 02.10.1999 г. |
| 5. | Роб Эндрю        | 30    | Флай-хав | 60:19      | Канада     | 10.12.1994 г. |
| 5. | Пол Грэйсон      | 30    | Флай-хав | 110:0      | Нидерланды | 14.11.1998 г. |
| 5. | Джонни Уилкинсон | 30    | Флай-хав | 50:10      | Уэльс      | 23.03.2002 г. |
| 8. | Дэйв Уолдер      | 29    | Флай-хав | 59:20      | Канада     | 09.06.2001 г. |
| 9. | Роб Эндрю        | 27    | Флай-хав | 32:15      | ЮАР        | 04.06.1994 г. |
| 9. | Джонни Уилкинсон | 27    | Флай-хав | 27:22      | ЮАР        | 24.06.2000 г. |
| 9. | Чарли Ходжсон    | 27    | Флай-хав | 32:16      | ЮАР        | 20.11.2004 г. |
| 9. | Джонни Уилкинсон | 27    | Флай-хав | 42:20      | Шотландия  | 03.02.2007 г. |

Последнее обновление: 30 ноября 2012 года.

#### Наибольшее число матчей в качестве капитана
| #   | Спортсмен         | Игр в качестве капитана | Игр всего | Соотношение побед и поражений |
| --- | ----------------- | ----------------------- | --------- | ----------------------------- |
| 1.  | Уилл Карлинг      | 59                      | 72        | 75,42 %                       |
| 2.  | Крис Робшоу       | 42                      | 56        | 59,52 %                       |
| 3.  | Мартин Джонсон    | 39                      | 84        | 87,17 %                       |
| 4.  | Лоуренс Даллаглио | 22                      | 85        | 50,00 %                       |
| 5.  | Билл Бьюмонт      | 21                      | 34        | 57,14 %                       |
| 5.  | Стив Бортуик      | 21                      | 57        | 45,23 %                       |
| 5.  | Дилан Хартли      | 21                      | 86        | 92.85 %                       |
| 8.  | Мартин Корри      | 17                      | 64        | 52,94 %                       |
| 9.  | Фил Викери        | 15                      | 73        | 66,66 %                       |
| 10. | Эрик Иванс        | 13                      | 30        | 76,92 %                       |
| 10. | Ним Холл          | 13                      | 17        | 53,84 %                       |
| 10. | Дики Джипс        | 13                      | 24        | 53,84 %                       |
| 10. | Джон Паллин       | 13                      | 42        | 50,00 %                       |
| 10. | Уэйвелл Уэйкфилд  | 13                      | 31        | 61,53 %                       |

Последнее обновление: 19 июня 2017 года.

#### Самые молодые игроки
| #   | Спортсмен        | Возраст           | Дата рождения | Дата дебюта   | Соперник  |
| --- | ---------------- | ----------------- | ------------- | ------------- | --------- |
| 1.  | Генри Фаулер     | 17 лет и 174 дня  | 1859 г.       | 02.02.1877 г. | Ирландия  |
| 2.  | Колин Лэрд       | 18 лет и 134 дня  | 03.09.1908 г. | 15.01.1927 г. | Уэльс     |
| 3.  | Дик Стаффорд     | 18 лет и 181 день | 23.07.1893 г. | 20.01.1912 г. | Уэльс     |
| 4.  | Джилли Харрисон  | 18 лет и 237 дней | 13.06.1858 г. | 05.02.1877 г. | Ирландия  |
| 5.  | Джамбо Милтон    | 18 лет и 253 дня  | 01.05.1885 г. | 09.01.1904 г. | Уэльс     |
| 6.  | Фрэнк Райт       | 18 лет и 260 дней | 02.07.1862 г. | 19.03.1881 г. | Шотландия |
| 7.  | Чарльз Кларк     | 18 лет и 269 дней | 19.03.1857 г. | 13.12.1875 г. | Ирландия  |
| 7.  | Маршалл Брукс    | 18 лет и 269 дней | 30.05.1855 г. | 12.02.1874 г. | Шотландия |
| 9.  | Сидни Морс       | 18 лет и 275 дней | 01.06.1854 г. | 03.03.1873 г. | Шотландия |
| 10. | Джонни Уилкинсон | 18 лет и 314 дней | 25.05.1979 г. | 04.04.1998 г. | Ирландия  |

Последнее обновление: 19 июня 2017 года.

#### Самые возрастные игроки
| #   | Спортсмен         | Возраст           | Дата рождения | Дата последнего матча | Соперник       |
| --- | ----------------- | ----------------- | ------------- | --------------------- | -------------- |
| 1.  | Фредерик Джилберт | 39 лет и 42 дня   | 1884 г.       | 10.02.1923 г.         | Ирландия       |
| 2.  | Саймон Шоу        | 38 лет и 37 дней  | 01.09.1973 г. | 08.10.2011 г.         | Франция        |
| 3.  | Редж Эдвардс      | 38 лет            | —             | 03.01.1925 г.         | Новая Зеландия |
| 4.  | Пол Рендалл       | 37 лет и 232 дня  | 18.02.1954 г. | 08.10.1991 г.         | Италия         |
| 5.  | Ник Истер         | 37 лет и 56 дней  | 15.08.1978 г. | 10.10.2015 г.         | Уругвай        |
| 6.  | Эрик Иванс        | 37 лет и 42 дня   | 01.02.1921 г. | 13.03.1958 г.         | Шотландия      |
| 7.  | Колин Уайт        | 36 лет и 338 дней | 31.03.1947 г. | 03.03.1984 г.         | Франция        |
| 8.  | Джефф Пробин      | 36 лет и 327 дней | 27.04.1956 г. | 20.03.1993 г.         | Ирландия       |
| 9.  | Эрнест Гарднер    | 36 лет и 178 дней | 06.10.1886 г. | 02.04.1923 г.         | Франция        |
| 10. | Дориан Уэст       | 36 лет и 42 дня   | 05.10.1967 г. | 16.11.2003 г.         | Франция        |

Последнее обновление: 19 июня 2017 года.

## Тренировочный процесс
Тренировки сборной проходили на базе «Пеннихилл Парк Оутел» до окончания сезона 2011/12. До этого использовались базы университета Лоуборо, университета Бата и «Бишем Эбби». Мартин Джонсон, бывший главный тренер сборной, положительно отзывался об инфраструктуре «Парк Оутел» и отмечал близость объекта к стадиону «Туикенем» и аэропорту «Хитроу». Помещения базы оборудованы гимнастическим и тренажёрным залами. Также с 2010 года сборная тренируется на «Суррей Спортс Парк» в университете Суррея, неподалёку от Гилдфорда.

### Договорённости с клубами
Делами сборной управляет Регбийный союз, в то время как игроки национальной команды связаны контрактными обязательствами со своими клубами. С конца 1995 года, когда многие регбийные организации перешли на профессиональную основу, спортсмены часто испытывают проблемы в связи с разногласиями, возникающими между федеральными и клубными институтами. Первый серьёзный конфликт такого рода возник в 1998 году: некоторые команды Премьер-лиги отказались отпускать игроков для участие в турне по странам Южного полушария. Уже упоминавшийся «адский» тур стал одним из худших выступлений сборной Англии, укомплектованной игроками второго эшелона. В 1998 году возник ещё один значительный конфликт, приведший к отказу английских клубов принимать участие в европейских соревнованиях.
В 2001 году ведущие английские клубы и Регбийный союз сформировали руководящий орган England Rugby, действующий на национальном и международном уровнях. Стороны достигли соглашения об ограничении числа матчей за клуб и за сборную, проводимых лучшими игроками страны. Группа из 50—60 спортсменов, защищённых таким образом от дополнительных травм, определяется союзом. Клубы же, отпуская игроков в сборные команды, отныне стали получать компенсацию от союза. Тренер сборной Клайв Вудворд покинул пост в 2004 году из-за недостатка необходимых ему кадров: «Я хотел получить от союза больше — больше тренировочных дней с игроками, больше влияния на процесс их лечения — а в итоге получил меньше». Его преемник Энди Робинсон видел причину недостатка контроля над игроками в неудачных выступлениях сборной. Следующий тренер Брайан Эштон заранее огласил состав на игры Кубка шести наций, надеясь на то, что клубы не станут задействовать ключевых игроков в матчах перед международными встречами. Регбийный союз и клубы Премьер-лиги ведут переговоры о заключении соглашения, которое обяжет команды отпускать игроков сборной перед матчами национальной команды. Подобный договор уже заключался в 2001 году.

## Тренеры сборной
Ниже представлен список главных тренеров национальной английской команды. Сейчас эту должность занимает Стюарт Ланкастер. Предшественник Ланкастера, Мартин Джонсон покинул пост 16 ноября 2011 года, после удручающего выступления команды на кубке мира, которое сопровождалось рядом конфликтов вне поля. Кроме Ланкастера в тренерский штаб входят тренеры защитников и нападающих, тренеры ударов, схваток, захватов и другие специалисты.
В списке не указан французский регбист Пьер Вильпрё, тренировавший сборную в течение короткого периода в 1989 году. Тогда команда проходила сбор в португальском тренировочном лагере.
Обновление: 10 ноября 2012 года.
| Специалист        | Период работы                          | Тестовые матчи | Победы | Ничьи | Поражения | Процент побед |
| ----------------- | -------------------------------------- | -------------- | ------ | ----- | --------- | ------------- |
| Дон Уайт          | 20 декабря 1969 г. — 17 апреля 1971 г. | 11             | 3      | 1     | 7         | 027,3         |
| Джон Элдерс       | 1972 г. — 16 марта 1974 г.             | 16             | 6      | 1     | 9         | 037,5         |
| Джон Бёрджесс     | 18 января 1975 г. — 31 мая 1975 г.     | 6              | 1      | 0     | 5         | 016,7         |
| Питер Колстон     | 3 января 1976 г. — 17 марта 1979 г.    | 18             | 6      | 1     | 11        | 033,3         |
| Майк Дэвис        | 24 ноябрв 1979 г. — 6 марта 1982 г.    | 16             | 10     | 2     | 4         | 062,5         |
| Дик Гринвуд       | 15 января 1983 г. — 20 апреля 1985 г.  | 17             | 4      | 2     | 11        | 023,5         |
| Мартин Грин       | 1 июня 1985 г. — 8 июня 1987 г.        | 14             | 5      | 0     | 9         | 035,7         |
| Джефф Кук         | 16 января 1988 г. — 19 марта 1994 г.   | 50             | 36     | 1     | 13        | 072,0         |
| Джек Роуэлл       | 4 июня 1994 г. — 12 июля 1997 г.       | 29             | 21     | 0     | 8         | 072,4         |
| сэр Клайв Вудворд | 15 ноября 1997 г. — 2 сентября 2004 г. | 83             | 59     | 2     | 22        | 071,1         |
| Энди Робинсон     | 15 октября 2004 г. — 29 ноября 2006 г. | 22             | 9      | 0     | 13        | 040,9         |
| Брайан Эштон      | 20 декабря 2006 г. — 1 июня 2008 г.    | 22             | 12     | 0     | 10        | 054,5         |
| Роб Эндрю         | 1 июня 2008 г. — 30 июня 2008 г.       | 2              | 0      | 0     | 2         | 000,0         |
| Мартин Джонсон    | 1 июля 2008 г. — 16 ноября 2011 г.     | 38             | 21     | 1     | 16        | 055,3         |
| Стюарт Ланкастер  | 8 декабря 2011 г. — н. в.              | 9              | 5      | 1     | 3         | 055,6         |

## Комментарии
1. 1 2 3  Предшественник современного Кубка шести наций.
2. 1 2 3  «Кенгуру-валлаби» (англ. «Wallabies») — самое распространённое прозвище сборной Австралии по регби.
3. 1 2  «Спрингбокс» (англ. Springboks; африк. Springbokke) — самое распространённое прозвище сборной ЮАР по регби
4. 1 2 3 4 5 6 7  «Олл Блэкс» (англ. All Blacks — самое распространённое прозвище сборной Новой Зеландии по регби.
5. ↑  англ. "Don was chosen because he was the most forward-thinking coach in England"
6. ↑  англ. "We might not be very good but at least we turned up."
7. ↑  англ. "tour from hell"
8. ↑  «Летающие фиджийцы» («англ. Flying Fijians») — самое распространённое прозвище сборной Фиджи по регби.
9. ↑  «Красные драконы» («англ. The Red Dragons») — самое распространённое прозвище сборной Уэльса по регби.
10. ↑  Официальным хозяином турнира являлся Уэльс, хотя матчи чемпионата также проходили в Ирландии, Шотландии, Англии и Франции. В частности, Англия приняла 9 матчей — столько же, сколько и Уэльс.
11. ↑  Официальным хозяином турнира являлась Англия, хотя матчи чемпионата также проходили в Уэльсе.
12. ↑  русск. — «весёлый автобус»
13. ↑  англ. "their unique contribution to the way that Rugby was played"
14. ↑  англ. "are credited with pioneering the passing game and the three-man backline, which became widespread during the 1880s."
15. ↑  англ. "I wanted more from the union – more training days with the players, more influence over the way they were treated – and ended up with less."
16. ↑  Эндрю тренировал команду к тестовым матчам середины 2008 года во отсутствия главного тренера Мартина Джонсона.